# Slottet i Versailles

 Slottet i Versailles (franska: Château de Versailles) är ett före detta kungligt slott i Versailles, omkring 20 km sydväst om Paris i Frankrike. Från 1682 – när kung Ludvig XIV upphörde med kungarnas traditionella ambulerande tillvaro – till dess att kungafamiljen tvingades att flytta till Paris 1789, var hovet i Versailles med ett kort avbrott maktens centrum under l'ancien régime. 
Slottet i Versailles har haft stor påverkan på fransk och europeisk arkitektur och konst. Ända från början var det lika mycket en kunglig bostad som ett galleri för fransk konst och hantverk som organiserades i kungliga sammankomster av Gobelinfabriken.

## Historik

### Det första jaktslottet
Slottet började uppföras som ett jaktslott av Ludvig XIII 1623. Han jagade regelbundet i trakten och för att slippa övernattningarna på traktens lokala härbärgen tog han hjälp av murarmästaren Nicolas Huau för att bygga ett enkelt rappat stenhus. Kungen återtog samtidigt tre hektar mark runt slottet från den lokale länsherren. En trädgårdsparterr anlades väster om slottet och området omgärdades av en stenmur. Slottet låg på toppen av en kulle som sluttade i alla fyra väderstreck. Namnet fick det efter den intilliggande byn med omkring 500 invånare.
Huset bestod av ett corps-de-logi med två framskjutande lägre flyglar kring en borggård. Runt byggnaden grävdes en vallgrav och den terrass slottet stod på försågs med bastionliknande utsprång i de fyra hörnen. Kungen hade en liten bostadssvit med sal, garderob, sovrum och kabinett i huvudbyggnaden och ett galleri i ena flygeln. Några rum för drottningen fanns inte, däremot innehöll huvudbyggnad och flyglar ett tiotal gästrum åt kungens jaktkamrater.
1631 inleddes en utvidgning av det ursprungliga jaktslottet efter ritningar av arkitekten Philibert Le Roy. Slottets väggar kläddes nu med tegel och sandsten och byggnaden försågs med fyra hörntorn. Den mur som tidigare stängt borggården ersattes med en gallerförsedd arkad. De följande åren utökades den kungliga domänen genom markförvärv till att omfatta närmare 350 hektar. Vid sidan av en enkel trädgård användes ytan till att inhägna en park för uppfödning av vilt på det lägre liggande området väster om slottet.

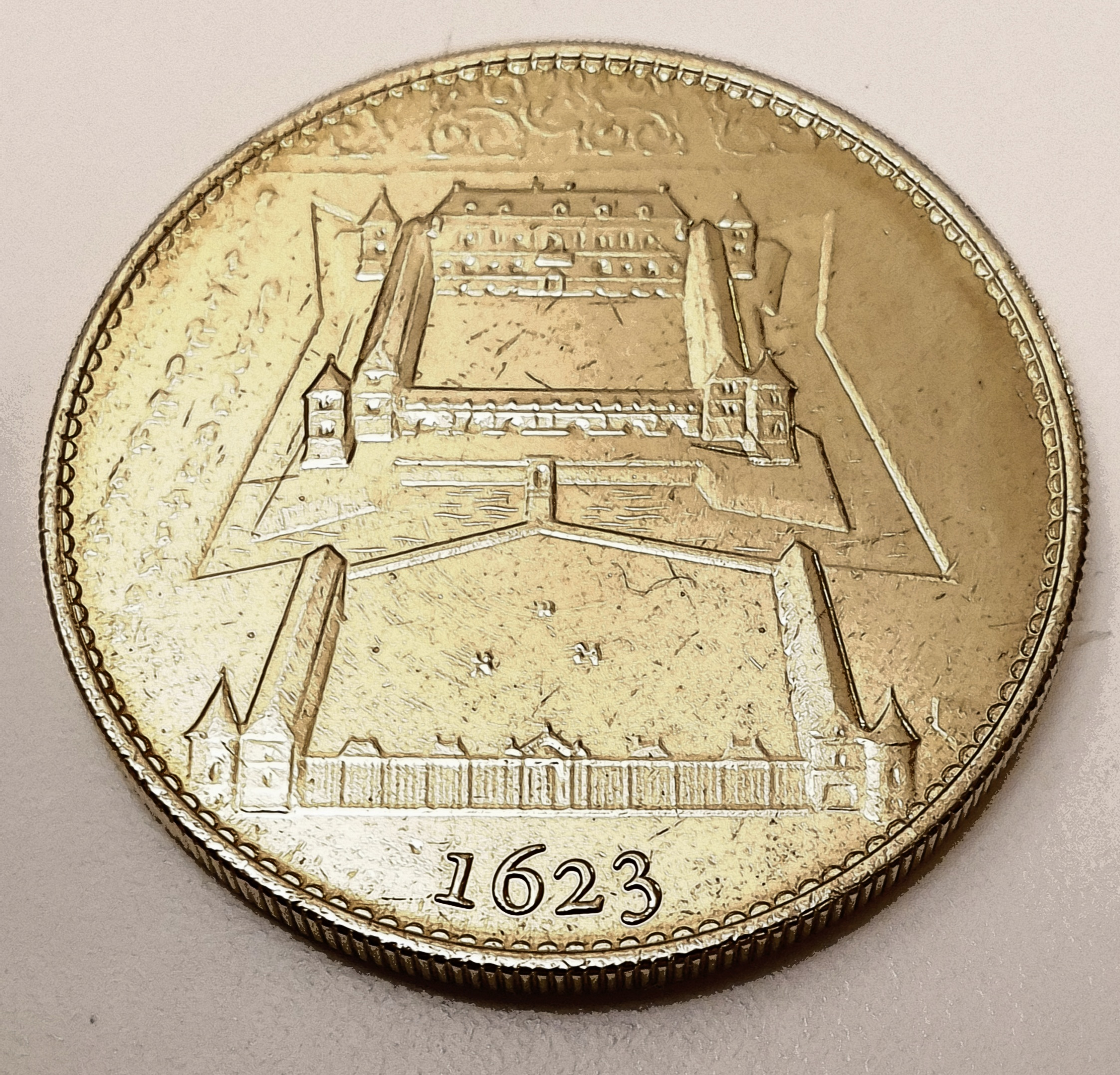
Pollett utgiven till Versailles 400-årsjubileum 2023. Motivet från 1652 är den äldsta bilden av Versailles och visar slottets utseende vid Ludvig XIII:s död och innan Ludvig XIV inlett sina ombyggnader.

När Ludvig XIII avled 1643 var slottet fortfarande en oansenlig anläggning, men många av dess drag blev styrande för senare utbyggnader och är fortfarande avläsbara i dagens jättekomplex. Det gamla slottets murar är inbyggda i dagens, och den centrala borggården, Marmorgården, har ännu samma dimensioner som på Ludvig XIII:s tid. Parken hade fått en utsträckning, cirka 800 gånger 800 meter, som motsvarar den centrala delen av Ludvig XIV:s senare trädgårdsanläggning. I väster bortom parken hade anlagts en stor reservoar som samlade upp det dräneringsvatten som rann ut från det kraftigt sluttande området. Denna reservoar är ursprunget till den i dag centralt placerade Apollofontänen.
Efter Ludvig XIII:s död kom regeringstyglarna att ligga i kardinal Mazarins händer. När han dog 1661 övertog Ludvig XIV själv regeringsmakten i Frankrike. Under de första decennierna fortsatte han att som tidigare fördela sin tid mellan olika kungliga slott, såsom Louvren, Saint-Germain-en-Laye, Vincennes och Fontainebleau, men han ägnade tidigt särskild uppmärksamhet åt slottet i Versailles. 
Platsen var lämpad för expansion eftersom det saknades större befintliga strukturer i omgivningen. Det hade också betydelse att Versailles var Ludvig XIV:s privata egendom liksom det hade varit Ludvig XIII:s. Normalt övergick kungarnas egendomar till kronan efter deras död, men så skedde inte med Versailles, troligen för att anläggningen ansågs alltför obetydlig. Detta gav dock Ludvig XIV friare händer än annars, men hans utbyggnad av slottet kom ändå att ske i flera omgångar och utan förutbestämt mål.

### Ludvig XIV:s första byggnadskampanj 1661–1668
Ludvig XIV hade följt med sin far till Versailles vid ett enstaka tillfälle 1641. Därefter dröjde det tio år innan han började besöka platsen mer regelbundet. Först på hösten 1660 visade han för första gången självständigt intresse för platsen genom att modernisera slottets inventarier och förvärva mark som skulle ge plats för en köksträdgård. I augusti 1661 besökte Ludvig XIV den invigningsfest som hans finanssekreterare Nicolas Focquet höll vid sitt nya slott Vaux-le-Vicomte. Slottet hade ritats av arkitekten Louis Le Vau, trädgårdarna hade fått sin form av André Le Notre och inredningsarbetet hade letts av målaren Charles Le Brun. Kungen imponerades av den genomarbetade helheten i deras verk och anlitade konstnärstrion, som alla tidigare hade arbetat åt kungen, till den pågående upprustningen av Versailles.
De viktigaste förändringarna gjordes i slottets inre, som behövde en helt ny rumsindelning för att ge plats åt alla medlemmar av kungafamiljen. Drottningen Maria Teresia och änkedrottningen Anna behövde var sin svit liksom kungens bror Filip, dennes gemål och många fler. Kungen erhöll två sviter, en officiell och en privat. Denna uppdelning kom att bestå fram till franska revolutionen. Slottet fick även en salong och en liten teater för hovets umgänge. Interiörerna gjordes mer representativa och moderniserades i tidens smak. Vid sidan av Le Brun arbetade målarna Charles Errard och Noël Coypel.
Slottets yttre behöll sin grundform men försågs med förskönande utsmyckningar. Fönstren gjordes större, borggårdsmurarna dekorerades med porträttbyster och det grå skiffertaket fick förgyllda detaljer. Rummen på första våningen förbands genom en balkong med dekorerat och förgyllt smidesverk som löpte runt slottets utsida.
Framför slottet uppfördes två långa flyglar. Den ena innehöll stall och vagnshus, den andra kontor, kök och bostadsrum åt betjäningen. Den yttre borggård som bildades mellan dessa ekonomibyggnader avskärmades i öster med ett gallerverk mellan två paviljonger för slottsvakten. Utanför slottsgrindarna anlades en cirkelrund öppen förplats.

### Le Nôtre utvecklar trädgården
Trädgårdsarkitekten André Le Nôtre inledde sitt arbete vid Versailles på sommaren 1662. Norr, väster och söder om slottet anlade han stora parterrer som öppnade utsikten åt dessa håll. Han förstärkte perspektiven i olika riktningar genom alléer och gångar. Nedanför parterren väster om slottet anlades ännu en parterr med tre stora bassänger. Utanför parterrerna fanns ett fåtal slutna trädgårdsrum, så kallade boskéer eller "lustskogar", som de benämndes av arkitekten Nicodemus Tessin den yngre.

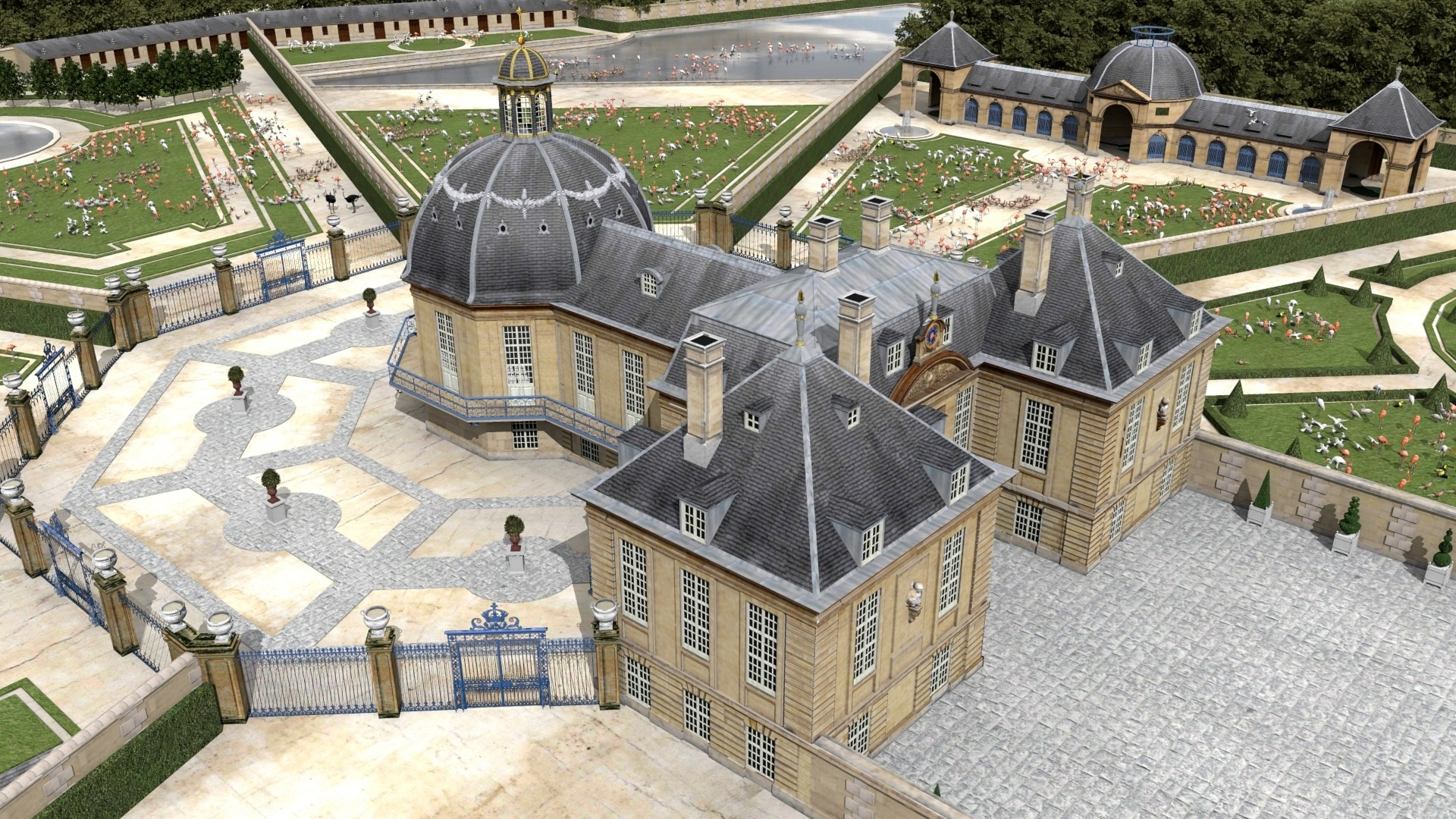
Menageriet vid Versailles sett från luften i en modern 3D-rekontruktion.

Ett antal attraktioner uppfördes som lockelser i parken. Den främsta var den så kallade Thetis grotta omedelbart nordost om slottet, troligen ritad av Claude Perrault. Det var en kubisk byggnad som innehöll ett nymfeum, ett slags arkitektoniskt utformad grotta. Det inre uppvisade mosaiker, snäckformationer och vattenkonster som försörjdes genom en reservoar på taket. Det dekorativa programmet var inspirerat av Ovidius Metamorfoser och anspelade på den grotta där guden Apollo sökte nattvila efter att ha kört solvagnen över himlavalvet. 1672 uppställdes tre skulpturgrupper i grottan som visade hur Apollo tvagas av vattennymfer, nereider. Skulpturerna hade bland annat utförts av François Girardon och Thomas Regnaudin.
Le Vau bidrog till trädgården genom ett nyritat orangeri omedelbart söder om slottet och ett menageri med exotiska djur omkring två kilometer bort i sydvästlig riktning. Eftersom menageriet inte behövde samordnas estetiskt med slottet kunde det uppföras i sandsten, som ansågs mer exklusivt än tegel.

### Pierre Patels målning
När Ludvig XIV:s första byggnadsetapp var avslutad hade slottet och parken fått det utseende som framgår av Pierre Patels målning av Versailles från 1668. Perspektivet visar slottets östra sida med de nybyggda flyglarna och nyanlagda parterrerna. Till höger om slottet syns Thetis grotta med en vattentank på taket. Platsen framför slottet inramas av paviljonger för medlemmar av hovet och kungens uppvaktning. Kungen själv anländer just i en kaross genom en av alléerna. Bortanför slottet och trädgården vidtar den kungliga jaktparken. Där skymtar också den stora korsformade kanalen, som började grävas 1668 och som ännu inte fått sin slutliga form. Till vänster i bilden ser man tornet på församlingskyrkan i den lilla byn Versailles.

### Ludvig XIV:s andra byggnadskampanj 1669–1677
Sedan Ludvig XIV inlett sin första byggnadskampanj kom Versailles att användas för en serie storslagna fester där han visade upp sin nya skapelse för hovet och särskilt inbjudna gäster. Den första stora festen, Les plaisirs de l’Île enchantée, ”Den förtrollade öns fröjder”, ägde rum i maj 1664. Den veckolånga underhållningen avbildades i ett stort planschverk med gravyrer av Israël Silvestre. En annan fest ägde rum den 18 juli 1668 för att fira freden i Aachen, som avslutade devolutionskriget. Underhållningen var utspridd på stationer över hela parken så att kungen skulle kunna visa upp alla sina nya anläggningar. Även denna fest har bevarats i gravyrer, utförda av Jean Le Pautre.
De här festerna visade hur föga lämpat Versailles var att hysa arrangemang av den här digniteten. Efter vissa förarbeten på hösten 1668 lät Ludvig XIV därför inleda sin andra stora byggnadskampanj under första halvåret 1669. Projektet gick ut på att bygga ett nytt slott som omslöt det gamla på de tre sidor som vette mot parken. Tanken verkar åtminstone tidvis ha varit att riva det gamla slottet när det nya väl var på plats, men kungen gav tidigt upp denna idé. Det nya ”höljet”, l’enveloppe, uppfördes helt i sandsten medan det gamla slottet behöll sin fasad av tegel med sandstensdetaljer. Arkitekturstilen är därför en annan mot parken än mot staden, ett förhållande som kritiserades av samtidens arkitekter och kännare men som kommit att bli bestående.

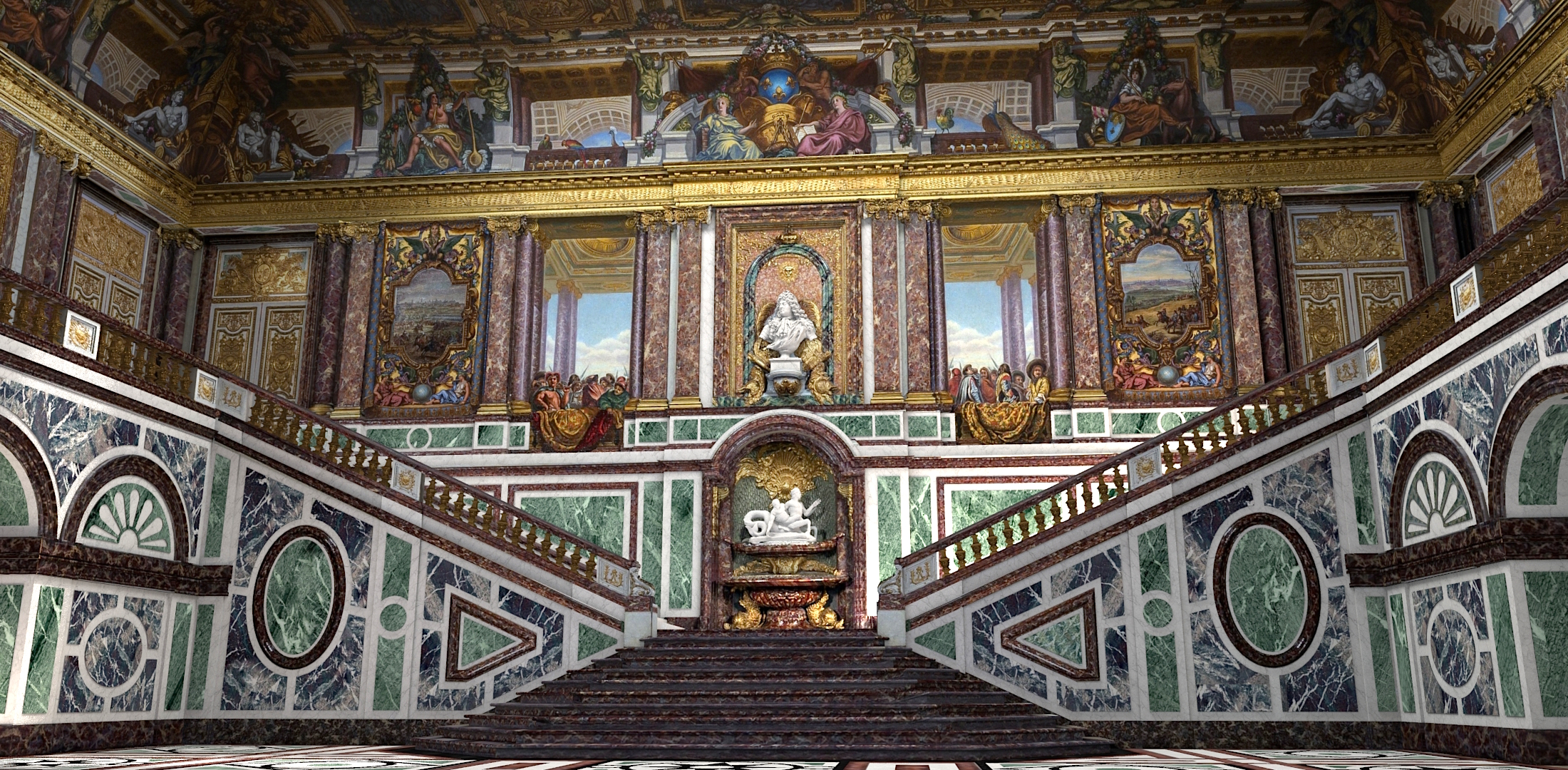
Ambassadörernas trappa, slottets paradentré under Ludvig XIV, i en modern 3D-rekonstruktion. Trappan revs 1752 för att ge plats åt bostadsrum för Ludvig XV:s döttrar.

Det ”nya slottet”, som det kallades, ritades av Louis Le Vau och stod färdigt till det yttre på sommaren 1670. Samtidigt byggdes det gamla slottet ihop med de bägge fristående flyglarna, vilket gav utrymme för en ny huvudentré, den så kallade Ambassadörernas trappa, som förde upp till kungens nya paradvåning. Den bestod av sex stora rum i fil med fönster mot norr. På slottets södra sida byggdes en motsvarande paradvåning åt drottningen, men hennes paradtrappa var bara hälften så stor som kungens för att ge rum åt ett kapell. I väster förbands kungens och drottningens våningar med en terrass som överblickade trädgården. Denna kom senare att få ge plats åt det stora Spegelgalleriet.
Kring uppfarten till slottet i öster uppfördes 1670–1672 fyra fristående paviljonger för de fyra statssekreterarna. Detta gjorde det möjligt att upprätthålla vissa grundläggande regeringsfunktioner när kungen vistades vid Versailles.

### Ludvig XIV:s tredje byggnadskampanj 1679–1688
År 1679 inleddes uppförandet av L'Aile du Midi, en 160 meter lång flygel utgående vinkelrätt åt söder från det nya slottet bort till kanten av orangeriet. Flygeln, ritad av Jules Hardouin-Mansart, inreddes med 120 bostadssviter. De rymligaste med utsikt mot parken, var avsedda för medlemmar av kungafamiljen. Flygeln stod under tak 1682 men inredningsarbetena pågick ytterligare en tid.
Från hösten 1682 kom Ludvig XIV att bo permanent i Versailles. Detta förutsatte att det fanns arbetslokaler för den centrala statsbyråkratin vid slottet. För detta ändamål byggdes de fyra fristående paviljongerna framför slottets borggård åren 1679 ihop till två längor, Ministerflyglarna. Dessa förbands med en mur som övergick i ett järngaller mot slottets förplats. På så sätt bildades två borggårdar. Den yttre, Ministergården, var en publik yta öppen för alla besökare medan den inre borggården, bakom ytterligare ett galler, endast öppnades för karosser med särskilt tillstånd.

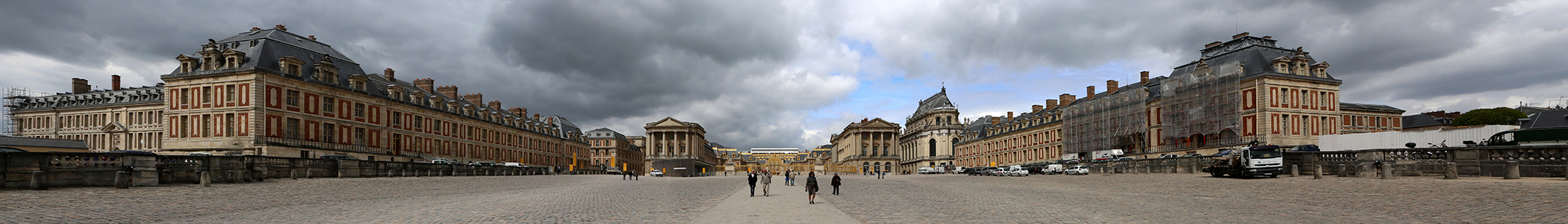
Utsikt från Ministergården mot inre borggården vid Versailles.

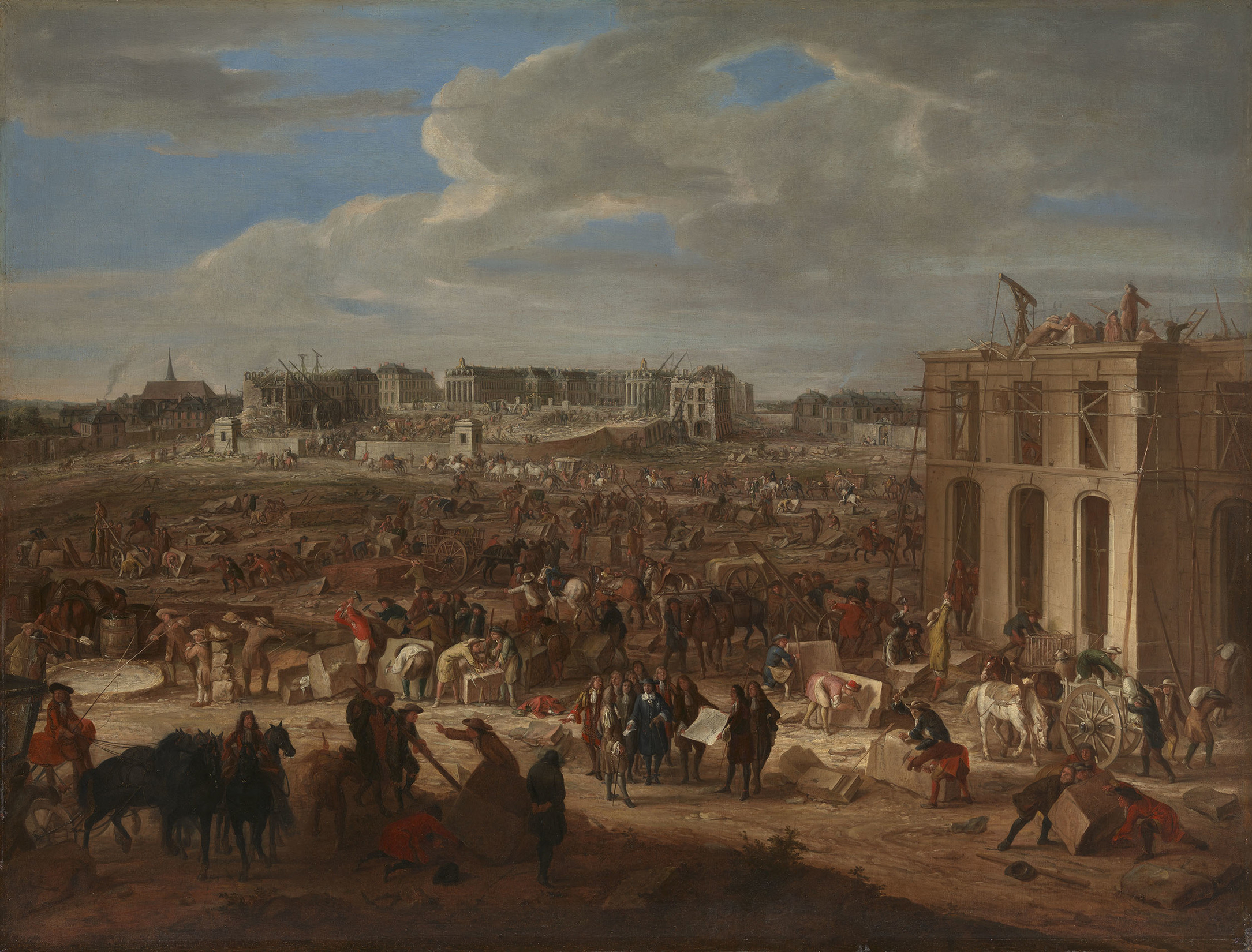
Byggnadsarbeten vid Versailles omkring 1680. Närmast slottet uppförs de bägge ministerflyglarna och i förgrunden arbetas på en av stallbyggnaderna.

Att Versailles blev Ludvig XIV:s permanenta residens var inget formellt beslut. Det innebar dock att han upphörde med den ambulerande tillvaro mellan de kungliga slotten som tidigare varit det vanliga. De människor som sökte kungen i politiska eller andra ärenden fick därefter ta sig till Versailles. Att beslutet vilade helt på kungens gottfinnande visas av att slottet ännu var en stor byggarbetsplats. Den norra bostadsflygeln uppfördes först 1685–1689, vilket innebar att slottet under flera år hade ett i hög grad provisoriskt och obalanserat utseende. Från början fanns planer på att bygga ett kapell och en teater i denna del av slottet, men de fick ge plats för det stora behovet av bostäder åt hovet.
Framför slottet och Ministergården ritade Hardouin-Mansart två stora stallbyggnader, som uppfördes 1679–1682. Det ena hyste kungens ridhästar, det andra hans draghästar. Bakom ett av stallen uppfördes en stor hundgård för kungens jakthundar 1682–1688. För kungafamiljens och hovets utökade behov uppfördes en stor fristående ekonomibyggnad, le Grand Commun, öster om den södra flygeln. Där fanns kök, tvätterier och förråd med mera, liksom bostäder åt slottets stora tjänarstab. En nio hektar stor köksträdgård med en särskild trädgårdsmästare anlades också en bit från slottet 1678–1683.

### Ludvig XIV:s sista byggnadskampanj 1699–1710

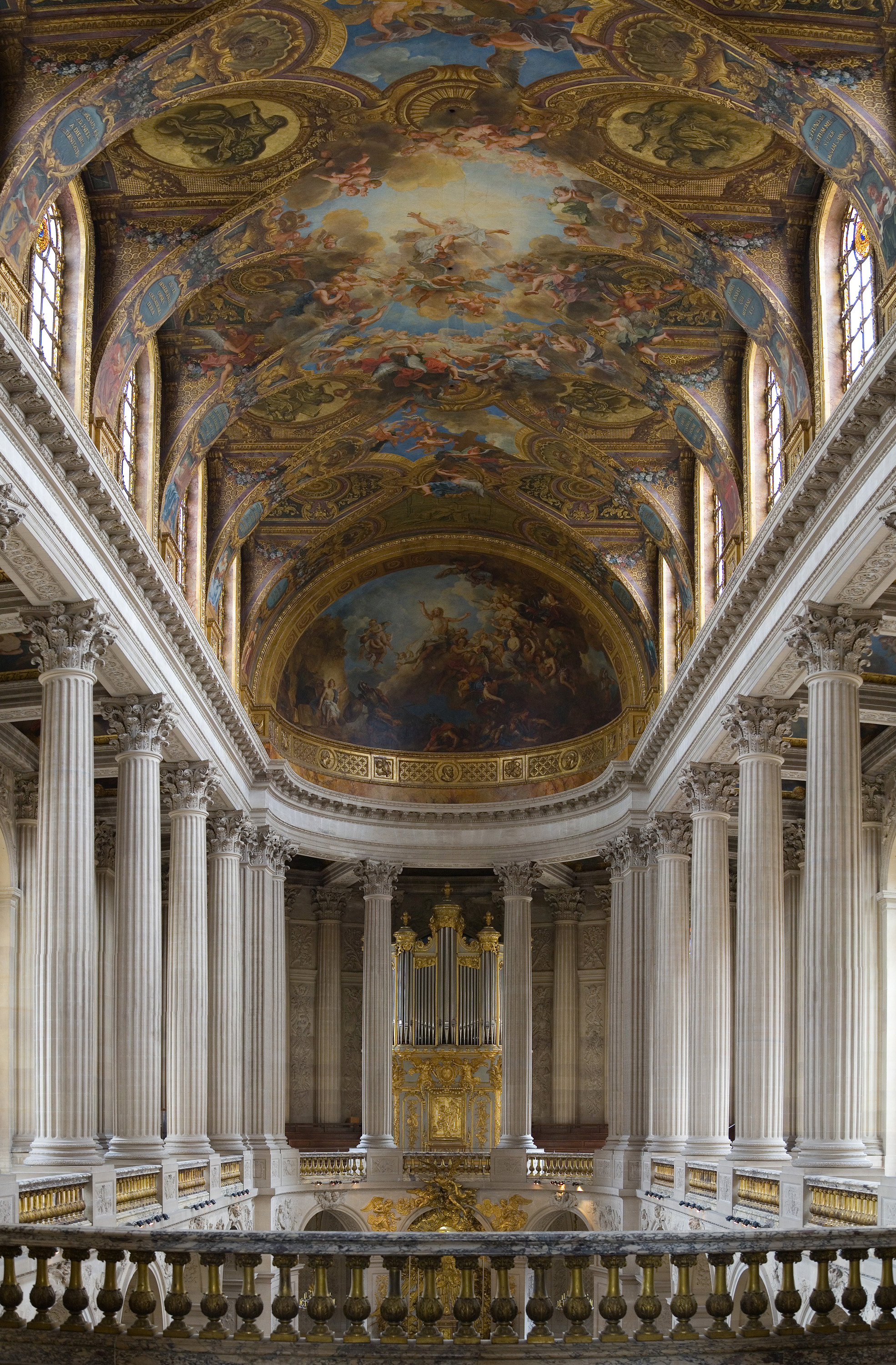
Kapellet i Versailles från vestibulen på andra våningen. Absidens målning visar Uppståndelsen, målad av Charles de La Fosse.

När flyglarna mot söder och mot norr stod färdiga tillsammans med stallbyggnaderna och den stora ekonomibyggnaden avstannade alla större byggnadsarbeten under ett decennium. Ludvig XIV var upptagen med det pfalziska tronföljdskriget, som förbrukade stora delar av statsinkomsterna. Fastän rumsbristen alltid kom att vara kännbar vid Versailles fyllde slottet nu kungens omedelbara behov. Det viktigaste undantaget var att det saknades ett ordentligt slottskapell. Det var ett av slottets viktigaste ceremonirum och användes dagligen av kungen och hovet. Trots det hade Ludvig XIV länge fått nöja sig med olika provisoriska lösningar. Mellan 1682 och 1710, nästan hela den tid Ludvig XIV residerade i Versailles, användes det stora rum som låg i vinkeln mellan paradvåningen och den norra flygeln som kapell. Under Ludvig XV delades rummet i två våningar och det övre planet gjordes om till Herkulessalongen.
Bygget av kapellet inleddes 1699 på grundmurar som påbörjats ett decennium tidigare. Ritningarna utfördes av Hardouin-Mansart och svärsonen Robert de Cotte i en stil som kallas greko-gotisk och som blandar gotikens höjdsträvande element med klassicistisk dekor. Kapellets vertikala höjdverkan bröt på ett medvetet sätt av mot slottets i övrigt horisontella profil. Från parken sticker det spetsiga taket upp över slottets raka taklinje och från stadssidan kontrasterar fasadens sandsten mot slottets övriga tegelarkitektur åt detta håll. Att kapellet utmärktes på detta vis var ett sätt för kungen att visa sin fromhet.
Kapellet, som är helgat åt Ludvig den helige, invigdes den 5 juni 1710, men inredningsarbetet fortsatte flera år därefter.

### Spegelgalleriet

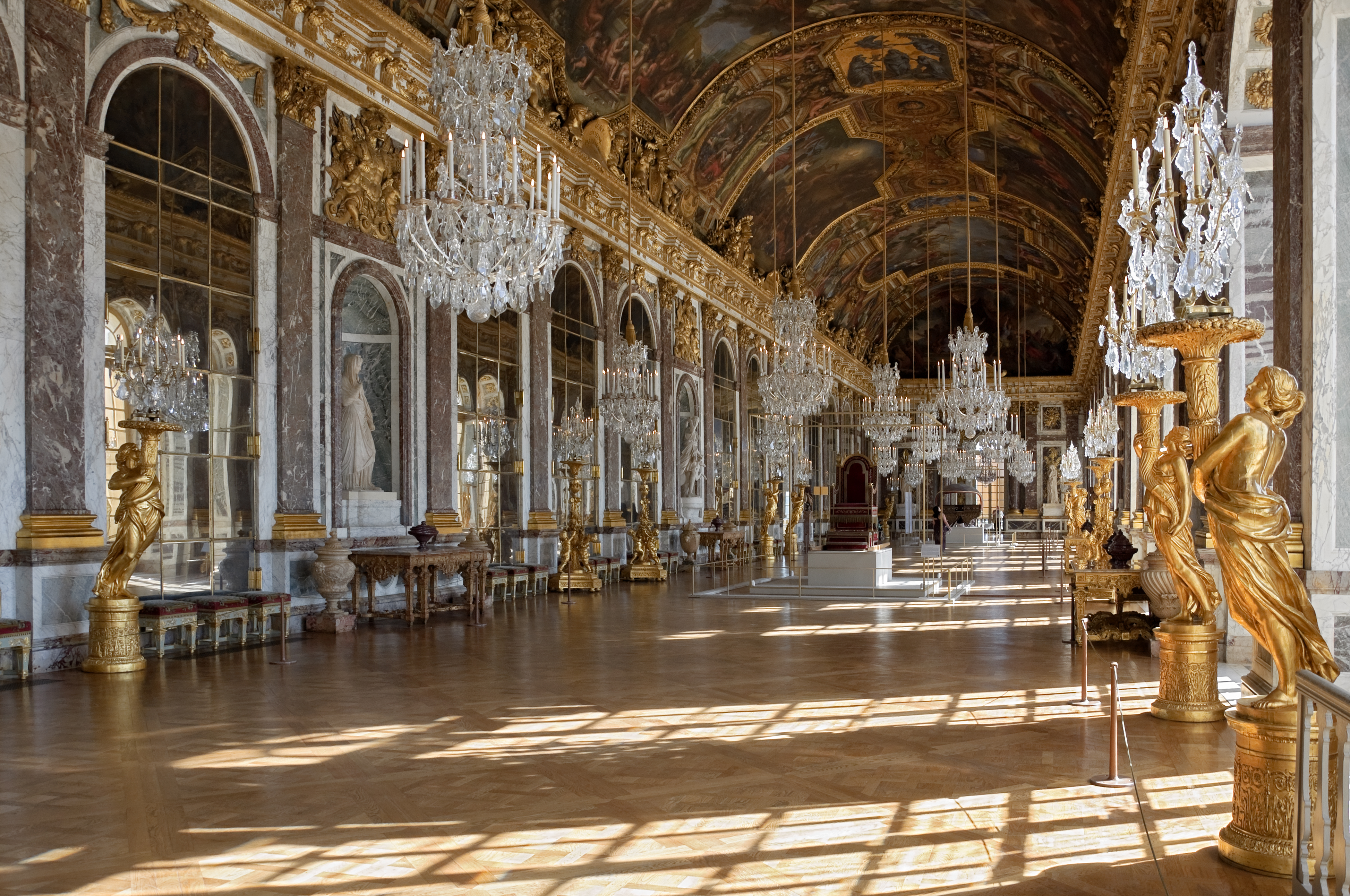
Spegelgalleriet sett mot söder.

Slottets mest berömda rum är Spegelgalleriet – La Grande Galerie eller Galerie des Glaces. Det skapades åren 1678–1685 på platsen för den terrass med utsikt över parken som tidigare hade förbundit kungens och drottningens våningssviter. Ritningarna utfördes av Jules Hardouin-Mansart och justerades av Ludvig XIV själv.

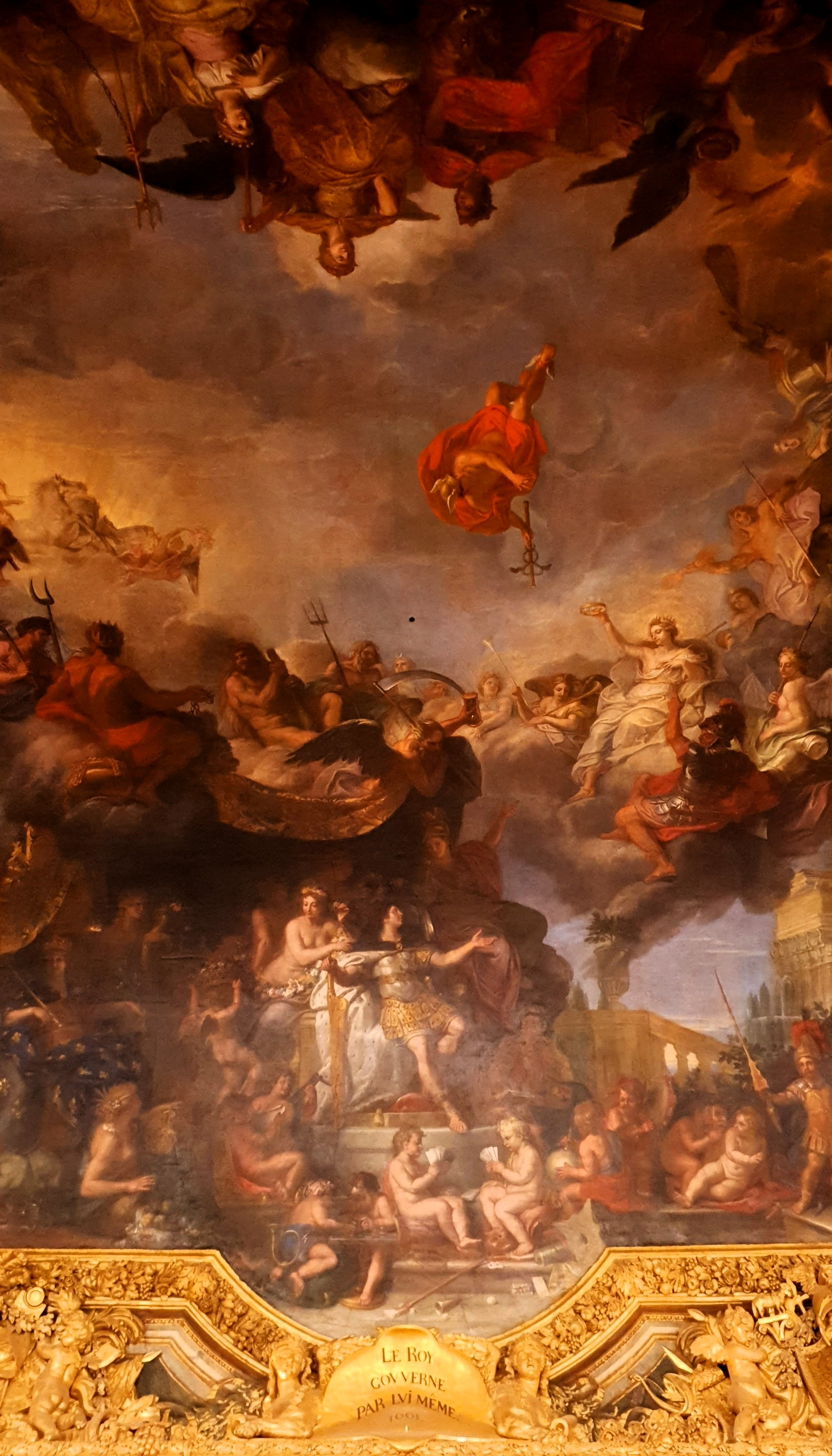
"Kungen regerar på egen hand." Det centrala motivet i Spegelgalleriet.

Galleriet är 73 meter långt, 10,5 meter brett och 12,3 meter högt. De sjutton fönstren som vetter mot parken motsvaras av sjutton stora spegelfält på rummets innervägg i öster. De sammanlagt 357 speglar som fyller fälten importerades från Venedig. Rummets väggar är klädda med stuckornerad marmor med förgyllningar. Bildprogrammet i takets 36 målningar utarbetades av Charles Le Brun och berättade om de stora både civila och militära bedrifterna under Ludvig XIV:s första arton regeringsår. Den största målningen, i mitten av galleriet, visar när kungen ensam tar över statsrodret 1661 och regerar på egen hand. Bildprogrammet är antikiserande och kungen klädd i romersk rustning, men de förklarande texterna i pannåerna till varje målning var skrivna på franska så att budskapet skulle nå så många som möjligt. Ludvig XIV såg också till att guideböcker som förklarade innehållet i målningarna skulle finnas tillgängliga för besökare.
Till rumskompositionen hör Krigssalongen i norr och Fredssalongen i söder, som binder ihop galleriet med kungaparets vinkelrätt placerade paradvåningar.
Spegelgalleriet användes som ceremonirum, som festsal och som daglig umgängesplats för hovet och slottets besökare fram till franska revolutionen. Det har även varit platsen för flera världspolitiska händelser. Här utropades Preussens kung Vilhelm I till kejsare över ett enat Tyskland i en ceremoni ledd av Otto von Bismarck den 18 januari 1871. Här undertecknades också Versaillesfördraget, som officiellt avslutade det första världskriget, den 28 juni 1919.
Spegelgalleriet genomgick åren 2004–2007 en omfattande restaurering till en kostnad av 12 miljoner euro.

### Senare arbeten
Efter Ludvig XIV:s tid tillkom flera mindre byggnader i slottsparken av Ludvig XV och Ludvig XVI, däribland Petit Trianon och Marie-Antoinettes by le hameau som är ett av de första friluftsmuseerna i världen.

### Drottningens sovrum

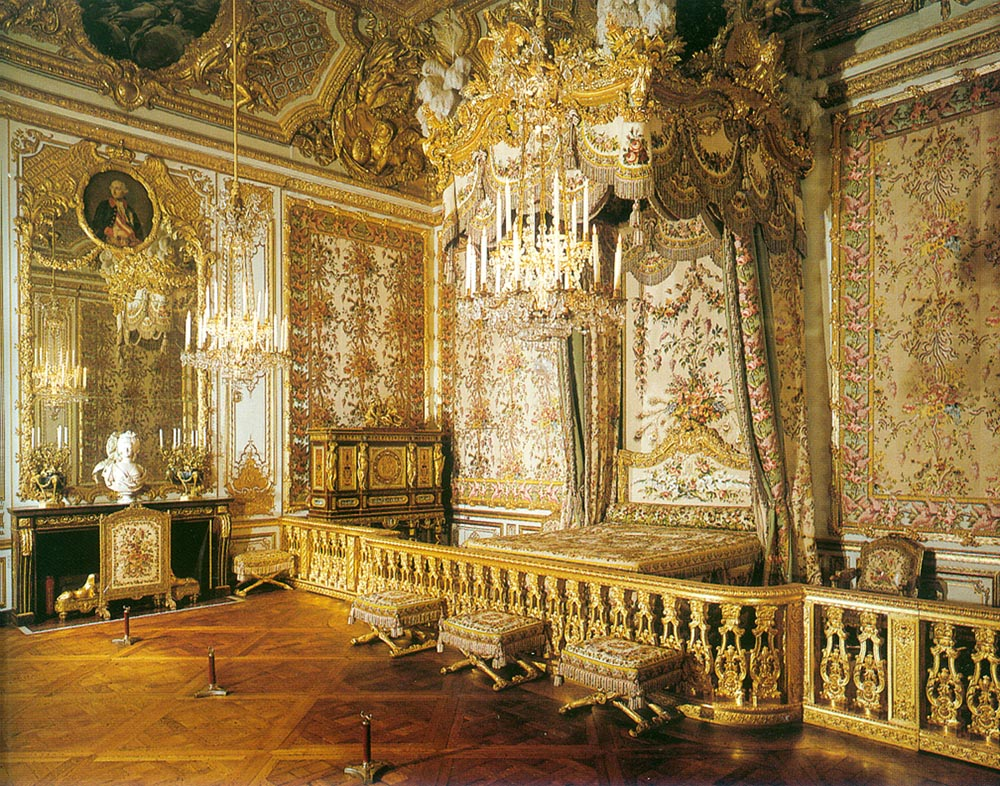
Drottningens sovrum

Drottningens sovrum, Chambre de la reine har använts av flera drottningar. En av dem var Marie-Antoinette som gjorde om det efter sin egen smak. Rummet har alltså under åren byggts om ett antal gånger. Marie-Antoinette krävde också att barnkammaren skulle ligga dörr i dörr med sovrummet vilket var högst ovanligt under 1700-talet. 

### Eftersatt underhåll

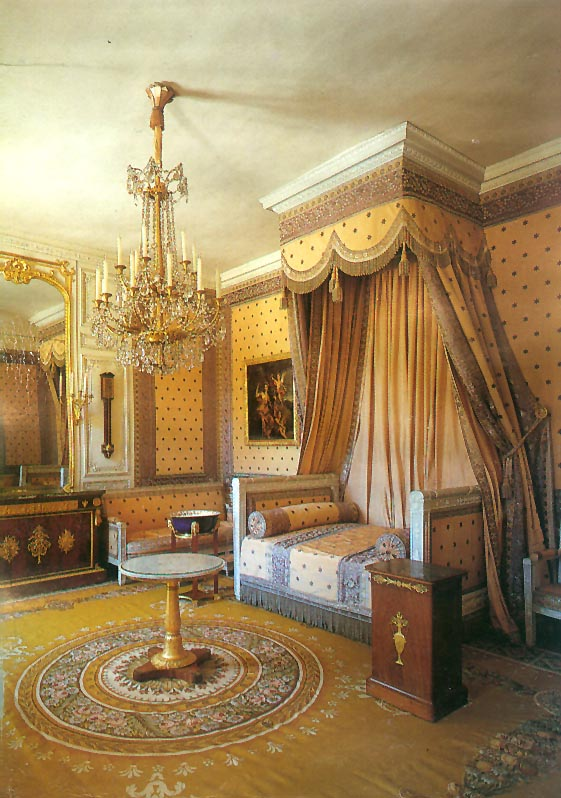
Napoleons kammare

Krigens ödeläggelser och försummelser av underhållet under århundradena har lämnat spår i slottet och dess parker. Nutida franska regeringar efter andra världskriget har försökt att reparera skadorna och de har för det mesta lyckats men de mer kostsamma reparationerna återstår. 1700-talets vattentransporter som försörjde fontänerna fungerar inte. Vattnet kom in via monumentala stenakvedukter som har förfallit på grund av eftersatt underhåll eller så har de rivits.

### Museum
Under franska revolutionen överlämnades målningarna, skulpturerna och kristallkronorna till Louvren som en del av Frankrikes kulturella arv. Annat material lämnades till offentligheten. Böcker och medaljer lämnades till Bibliothèque Nationale, klockor och vetenskapliga instrument (Ludvig XVI var vetenskapligt intresserad) lämnades till École des Arts et Métiers. Slottet i Versailles var ändå det mest besökta slottet i Europa fram till dess en serie auktioner, till låga priser, sakta tömde fastigheten  främst till professionella uppköpare. Det omedelbara syftet var att tillfredsställa det behov av pengar till vapen som fanns men på lång sikt var målet att det inte skulle finnas ett Versailles att komma tillbaka till för någon kung. Målet uppnåddes. Även om Versailles slott förklarades som kejserlig egendom så tillbringade Napoleon där inte en enda natt.
Slottet förblev både kungligt och oanvänt under Bourbonska restaurationen. 1830 förklarade Ludvig Filip I slottet som museum tillägnat "Frankrikes alla härligheter" och höjde det för första gången över ett monument inom den Bourbonska ätten. Vid samma tid togs boaseringar bort från prinsarnas och hovpersonalens lägenheter och lämnades till konstmarknader i Paris och London för dylika träarbeten. Det som återstod var 120 rum, det moderna historiska galleriet, Galeries Historiques.
På 1960-talet lyckades Pierre Verlet få tillbaka en del kungliga möbler från museum, ministerier och ambassadörsresidens där de hade hamnat efter att ha varit på Mobilier Nationals varuhus. Dagens möblerade slott finns mycket tack vare Verlets framgångsrika initiativ i vilket även textilierna lyckades restaureras.

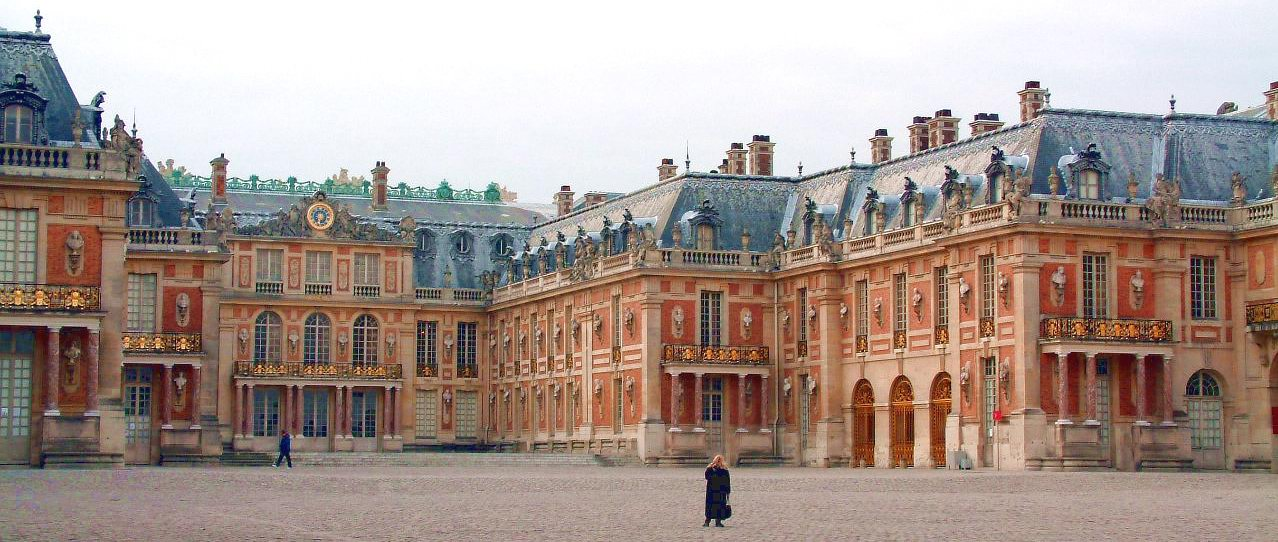
Louis Le Vau öppnade slottsgården för att skapa den stora entrén cour d'honneur
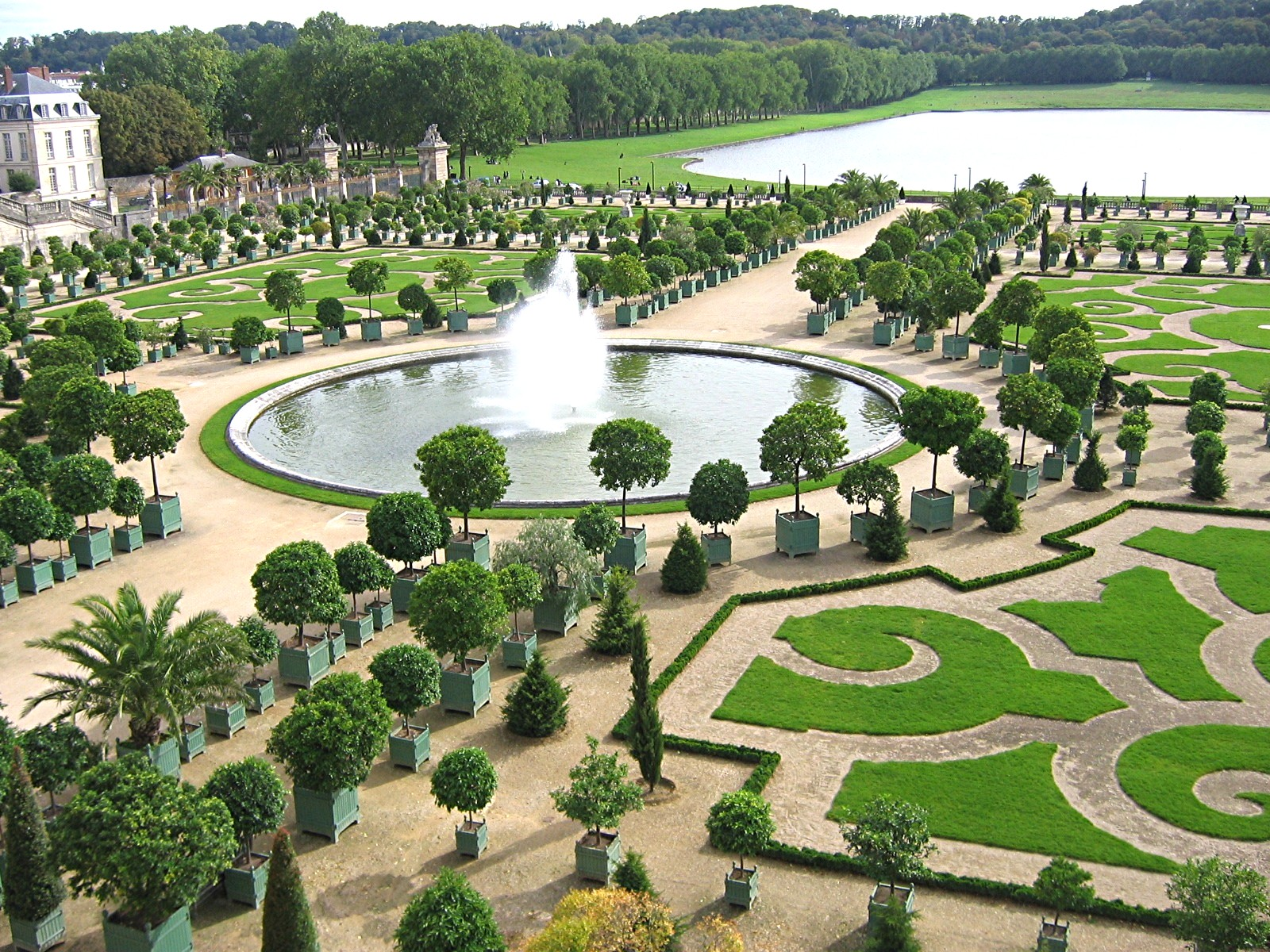
Orangeriträdgården
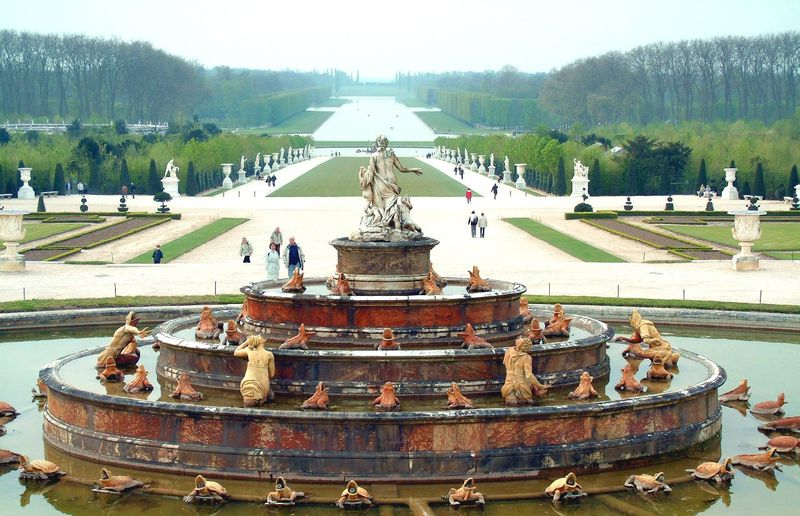
Letos fontänen
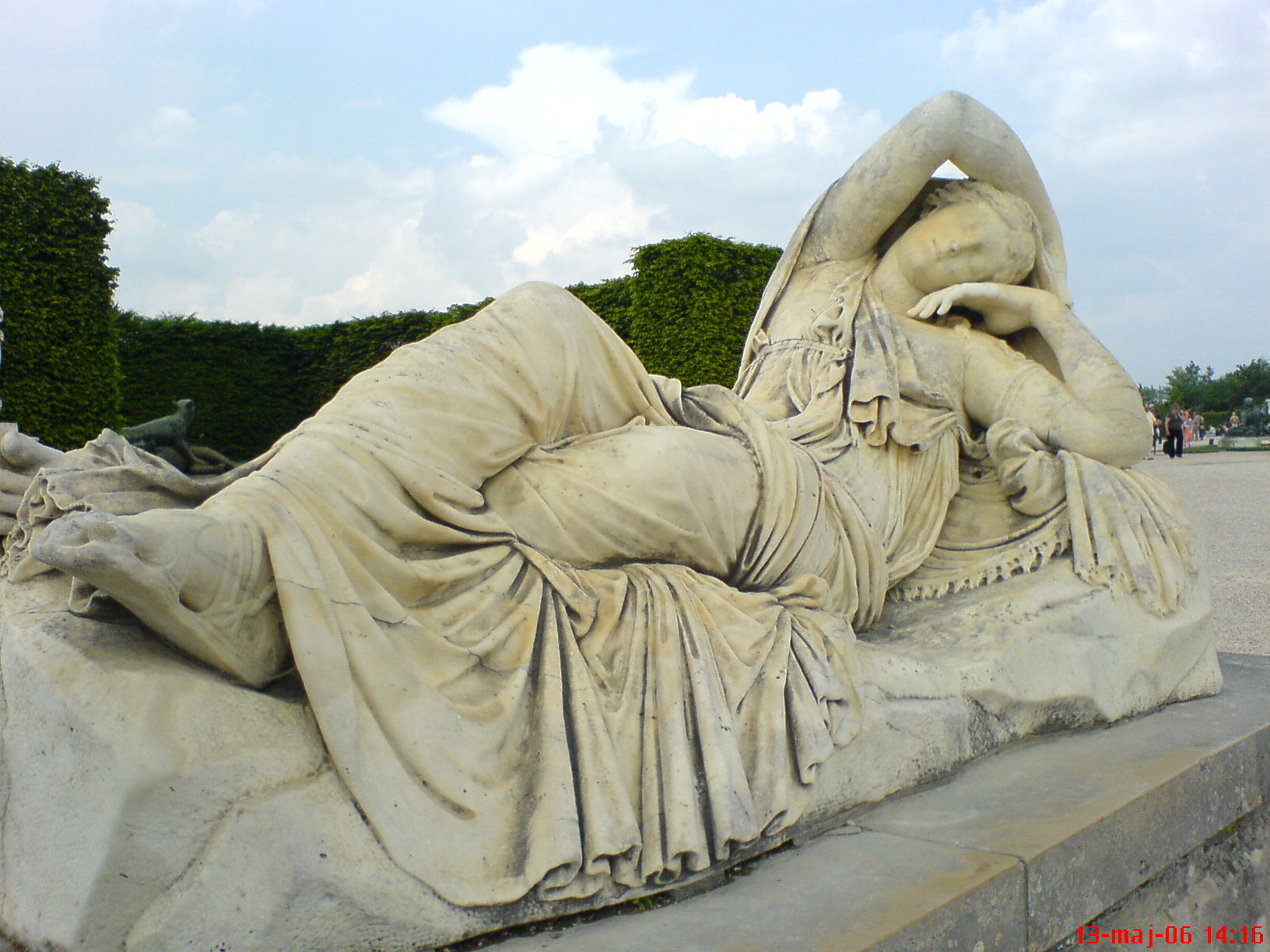
En av trädgårdens många statyer - en vilande kvinna.
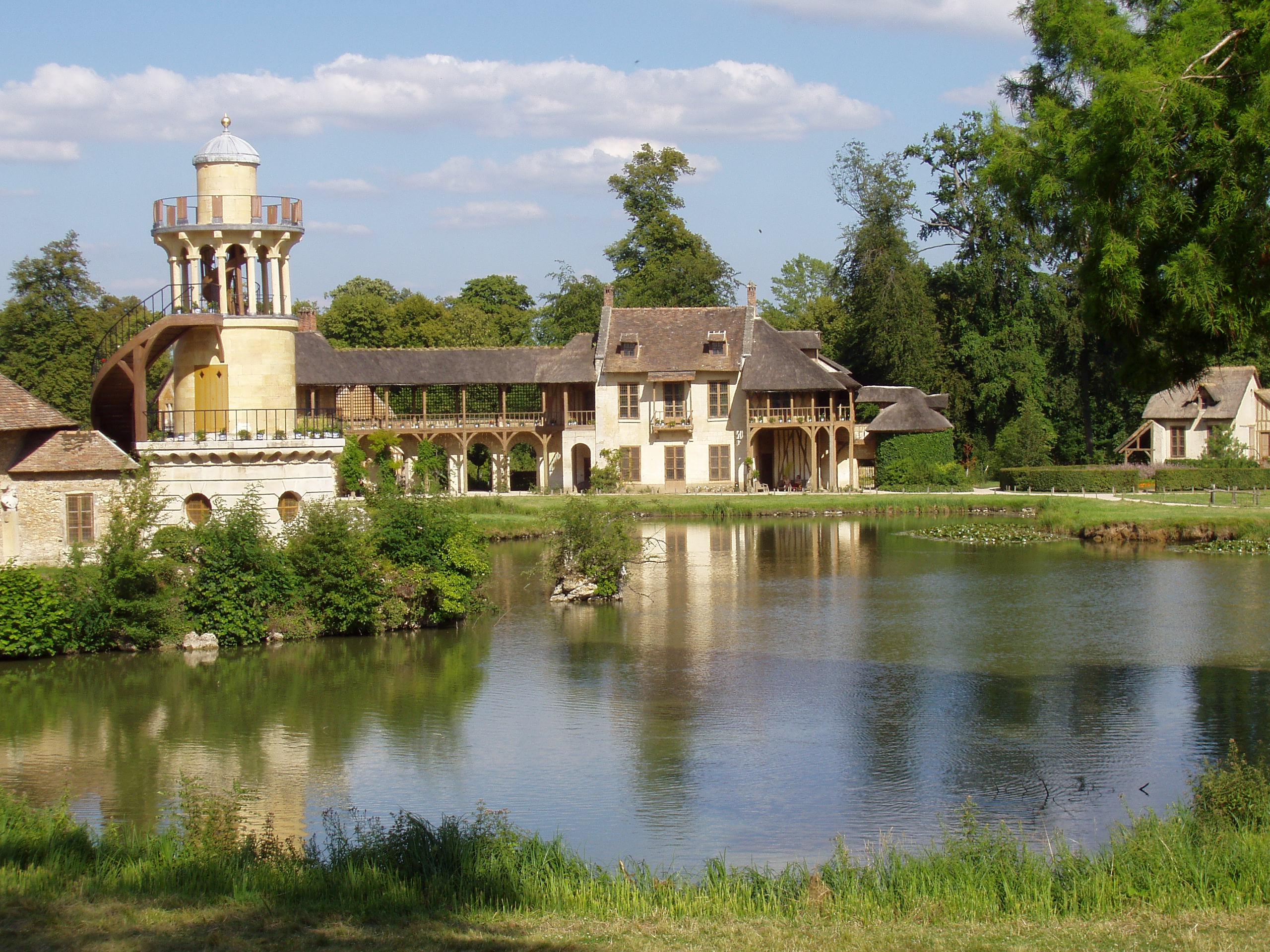
Marie-Antoinettes by vid Petit Trianon.

## Olympiska spelen
Vid de olympiska sommarspelen 2024 byggdes en tillfällig arena upp i slottsträdgårdarna där ridsportstävlingarna arrangerades. 